# Friedrich-Ebert-Grundschule (Frankenthal)
Die Friedrich-Ebert-Grundschule (FEGS) ist eine staatliche Grundschule in Frankenthal (Pfalz). Sie ist nach dem Politiker Friedrich Ebert benannt. Im Schuljahr 2023/24 besuchten etwa 420 Schülerinnen und Schüler die Schule.

## Profil
Die FEGS ist...
- ...eine Bilinguale Schule. Seit dem Schuljahr 2007/08 gibt es zweisprachige Ganztagsklassen (englisch/deutsch).
- ...Europaschule des Landes Rheinland-Pfalz, mit Fokus auf Demokratie und Mitbestimmung.
- ...eine Schwerpunktschule (seit 2015). Unterrichtet werden Kinder mit und ohne Behinderung (Förderbedarf Ganzheitlich bzw. Lernen).
- ...eine Ganztagsschule. Bereits seit dem Schuljahr 2003/04 findet Unterricht in Ganztagsklassen bis 16 Uhr statt.
- ...mint-freundliche Schule. Im Schuljahr 2016/17 wurde die FEGS für ihr Engagement in diesem Bereich ausgezeichnet[6]. Eine Rezertifizierung durch die rheinland-pfälzische Bildungsministerin Frau Dr. Hubig fand im Schuljahr 2018/19 statt. In diesem Rahmen wurde die Schule auch als digitale Schule ausgezeichnet.[7] Im Schuljahr 2022/23 wurde die Schule rezertifiziert.

Schüler mit Förderbedarf im motorischen Bereich besuchen den freiwilligen Sportförderunterricht.
Die Schüler können an zwei Nachmittagen ein umfangreiches Angebot an Arbeitsgemeinschaften besuchen. Als Wahlangebot stehen zum Beispiel zur Verfügung: Blechbläser, Cajón, Computer, Filzen, Floorball, Fußball, Häkeln, Karate, Kunst, Rugby, Schmuck, Schülerzeitung, Tanz und Theater.

## Ausstattung
Die Friedrich-Ebert-Grundschule verfügt, finanziert durch Spenden und Engagement, z. B. durch den Förderverein, über einen Computerraum, eine Bücherei, ein Schülerlabor für den Sachunterricht, einen Kunstraum und einen Motorikraum. Darüber hinaus profitieren die Schüler von einem DFB-Minispielfeld.